# Q2 Stadium
Il Q2 Stadium è uno stadio di calcio di Austin, in Texas. Completato nel 2021, ospita le partite casalinghe dell'Austin FC in Major League Soccer.
Ha una capacità di circa 20.500 posti ed è costato 260 milioni di dollari.
Lo stadio è stato inaugurato il 16 giugno 2021 con un'amichevole femminile tra Stati Uniti e Nigeria. L'Austin FC vi ha invece giocato la sua prima partita il 19 giugno contro i S.J. Earthquakes pareggiando 0-0. Il primo goal nello stadio è stato segnato da Jon Gallagher nella vittoria per 3-1 dell'Austin contro i Portland Timbers. Il 29 luglio 2021 lo stadio ha ospitato una semifinale di CONCACAF Gold Cup 2021 tra Stati Uniti e Qatar e il 7 ottobre ha ospitato nuovamente la nazionale maschile statunitense nella partita di qualificazione mondiale vinta 2-0 contro la Giamaica.